# آلخون
هون‌های آلچون، (باختری: αλχον(ν)ο آلخونو یا αλχαν(ν)ο آلخانو) که با نام‌های آلخان, آلچونو, آلخون, آلاخانا و والخون نیز شناخته می‌شوند، مردمی کوچ‌نشین بودند که در قرون چهارم و ششم پس از میلاد دولت‌هایی را در آسیای مرکزی و جنوب آسیا تأسیس کردند. آنها برای اولین بار در منطقه پاروپامیسادای ذکر شدند و بعداً به سمت جنوب شرقی، به پنجاب و هند مرکزی، تا اران و کاوشامبی گسترش یافتند. حمله آلچون‌ها به شبه‌قاره هند، هون‌های کیداری را که حدود یک قرن پیش از آنها آمده بودند، نابود کرد و به سقوط امپراتوری گوپتا کمک کرد و به نوعی به هند کلاسیک پایان داد.
حمله مردم هون به هند پس از حملات قرون پیشین به این شبه‌قاره توسط یاوانا (یونانیان هند), ساکا (سکاهای هند), پهلوا (پارتیان هند) و کوشانا (یوئه‌ژی) صورت گرفت. امپراتوری آلچون دومین امپراتوری از چهار امپراتوری بزرگ هون بود که در آسیای مرکزی و جنوبی تأسیس شد. آلچون‌ها پیش از کیداری‌ها و پس از امپراتوری هپتالی در باختر و هون‌های نزاک در هندوکش قرار داشتند. نام پادشاهان آلچون از سکه‌های فراوان آنها، روایات بودایی و تعدادی کتیبه یادبود در سراسر شبه‌قاره هند شناخته شده است.
آلچون‌ها مدت‌ها به عنوان بخشی یا زیرشاخه‌ای از هپتالی‌ها یا شاخه شرقی آنها در نظر گرفته می‌شدند، اما اکنون بیشتر به عنوان یک نهاد جداگانه تلقی می‌شوند. آنها با داشتن تمغای متمایز خود (یک علامت به شکل گاو/ماه)، و سنت تغییر شکل جمجمه نوزادان، از سایر گروه‌های هون متمایز می‌شدند.
آلچون‌ها در ابتدا خط باختری را برای نوشتن زبان خود به کار می‌بردند، اما در هند، آنها شروع به استفاده از خط براهیمی کردند. آنها به تدریج با فرهنگ هند آمیخته شدند. به نظر می‌رسد که آنها در ابتدا پیرو یک دین ایرانی بودند، احتمالاً نوعی زرتشتی‌گری، اما بعداً از بودیسم و شیویسم حمایت کردند.
اطلاعات تاریخی در مورد آلچون‌ها عمدتاً از سکه‌های آنها، کتیبه‌ها و منابع چینی و بیزانسی به دست آمده است. سکه‌های آنها نشان‌دهنده طیف وسیعی از تأثیرات فرهنگی، از جمله طراحی‌های ساسانی و گوپتایی است.

## نام
نام "آلچون" از روی سکه‌های آنها و کتیبه‌ها به دست آمده است. این نام به شکل‌های مختلفی مانند "آلخونو"، "آلخانو"، "آلخون"، "آلاخانا" و "والخون" ثبت شده است. معنای دقیق این نام مشخص نیست، اما احتمالاً یک نام شخصی یا نام قبیله‌ای بوده است.

## منشأ
منشأ دقیق هون‌های آلچون نامشخص است. آنها معمولاً به عنوان بخشی از مهاجرت‌های بزرگ مردمان کوچ‌نشین از آسیای مرکزی در اواخر دوران باستان در نظر گرفته می‌شوند. برخی از محققان پیشنهاد کرده‌اند که آنها ممکن است با هون‌های غربی که به اروپا حمله کردند، ارتباط داشته باشند، اما این موضوع هنوز مورد بحث است.

## تاریخچه

### ورود به آسیای جنوبی
اولین اشاره به آلچون‌ها در منطقه پاروپامیسادای (مناطق اطراف هندوکش) است. در اواخر قرن چهارم و اوایل قرن پنجم پس از میلاد، آنها به سمت جنوب شرقی گسترش یافتند و وارد منطقه گندهارا شدند. آنها به تدریج هون‌های کیداری را که قبلاً در این منطقه مستقر شده بودند، تحت فشار قرار دادند و جایگزین آنها شدند.
گسترش در هند
در قرن پنجم پس از میلاد، آلچون‌ها به سمت شرق و جنوب در سراسر شمال غربی هند پیشروی کردند. تحت رهبری پادشاهانی مانند تورامانا و پسرش میهیرکولا، آنها فتوحات قابل توجهی به دست آوردند و قلمرو خود را تا هند مرکزی گسترش دادند. کتیبه‌ها و سکه‌های به دست آمده از مناطقی مانند اران، گوالیور و کاوشامبی حضور و نفوذ آنها را در این مناطق تأیید می‌کند.
حکومت میهیرکولا به ویژه به دلیل بیرحمی و ظلمش مشهور است. منابع مختلف، از جمله نوشته‌های راهبان بودایی، او را به عنوان یک حاکم ستمگر توصیف می‌کنند که تعداد زیادی از مردم را قتل عام کرد و معابد و صومعه‌های بودایی را ویران نمود.

### سقوط
قدرت آلچون‌ها در قرن ششم پس از میلاد رو به زوال گذاشت. چندین عامل به سقوط آنها کمک کرد. مقاومت پادشاهان محلی هند، به ویژه یاشودهارمان از مالوا، نقش مهمی در محدود کردن گسترش آنها داشت. علاوه بر این، ظهور قدرت‌های جدید در آسیای مرکزی، مانند هپتالی‌ها و شاهی‌های ترک، فشار بیشتری بر آلچون‌ها وارد کرد.
در نهایت، در اواخر قرن ششم و اوایل قرن هفتم پس از میلاد، دولت آلچون‌ها در هند از بین رفت. بقایای آنها احتمالاً در جمعیت‌های محلی ادغام شدند و هویت جداگانه خود را از دست دادند. با این حال، تأثیر آنها بر تاریخ و فرهنگ شمال غربی هند قابل توجه بود.

## فرهنگ

### زبان و خط
آلچون‌ها در ابتدا از زبان باختری و خط باختری برای نوشتن استفاده می‌کردند، همانطور که در سکه‌های اولیه آنها دیده می‌شود. با این حال، پس از ورود به هند، آنها به تدریج استفاده از خط براهیمی را آغاز کردند، که نشان‌دهنده سازگاری آنها با فرهنگ محلی است.

### مذهب
شواهد نشان می‌دهد که آلچون‌ها در ابتدا پیرو یک دین ایرانی بودند، احتمالاً نوعی زرتشتی‌گری. تصاویر آتشدان و نمادهای مرتبط با آیین‌های ایرانی بر روی برخی از سکه‌های آنها دیده می‌شود. با این حال، با گسترش نفوذ آنها در هند، آنها از بودیسم و شیویسم نیز حمایت کردند. سکه‌های آنها تصاویری از بودا و خدایان هندو مانند شیوا را نشان می‌دهد. این نشان می‌دهد که آنها رویکردی تساهل‌آمیز نسبت به ادیان مختلف داشتند یا اینکه نخبگان آنها ممکن است به مذاهب مختلف گرویده باشند.

### هنر و سکه‌شناسی
سکه‌های آلچون‌ها منبع اصلی اطلاعات در مورد تاریخ، فرهنگ و مذهب آنها هستند. این سکه‌ها طیف وسیعی از تأثیرات هنری را نشان می‌دهند، از جمله طرح‌های ساسانی، کوشانی و گوپتایی. آنها اغلب تصاویر پادشاهان آلچون را با کلاهخودهای متمایز و همچنین نمادهای مذهبی و نشان‌های قبیله‌ای (مانند تمغا) به تصویر می‌کشند.

### سنت تغییر شکل جمجمه
یکی از ویژگی‌های متمایز آلچون‌ها، سنت تغییر شکل جمجمه نوزادان بود. این عمل که در میان بسیاری از گروه‌های کوچ‌نشین در آسیای مرکزی رایج بود، شامل بستن سر نوزادان به منظور ایجاد یک شکل جمجمه دراز و غیرطبیعی بود. بقایای اسکلتی با جمجمه‌های تغییر شکل یافته در محوطه‌های باستان‌شناسی مرتبط با آلچون‌ها در هند یافت شده است.

## میراث
حکومت هون‌های آلچون در هند اگرچه نسبتاً کوتاه بود، اما تأثیر عمیقی بر تاریخ این منطقه گذاشت. حمله آنها به شمال غربی هند به سقوط امپراتوری گوپتا کمک کرد و منجر به تغییرات سیاسی و اجتماعی قابل توجهی شد. دوران حکومت آنها با خشونت و درگیری مشخص شد، اما همچنین با تبادل فرهنگی و هنری همراه بود. سکه‌ها و کتیبه‌های آنها همچنان به عنوان منابع ارزشمندی برای درک این دوره مهم از تاریخ آسیای جنوبی به شمار می‌روند.